# مورين كونيل
مورين كونيل (بالإنجليزية: Maureen Connell) هي ممثلة كينية، ولدت في 2 أغسطس 1931 بنيروبي في كينيا.

## وصلات خارجية
- مورين كونيل على موقع IMDb (الإنجليزية)
- مورين كونيل على موقع قاعدة بيانات الفيلم (الإنجليزية)